# Município de Madison (condado de Columbiana, Ohio)
O município de Madison (em inglês: Madison Township) é um município localizado no condado de Columbiana no estado estadounidense de Ohio. No ano de 2010 tinha uma população de 3.196 habitantes e uma densidade populacional de 34,57 pessoas por km².

## Geografia
O município de Madison encontra-se localizado nas coordenadas 40° 41′ 27″ N, 80° 41′ 32″ O. Segundo a Departamento do Censo dos Estados Unidos, o município tem uma superfície total de 92.44 km², da qual 92,29 km² correspondem a terra firme e (0,16 %) 0,15 km² é água.

## Demografia
Segundo o censo de 2010, tinha 3.196 habitantes residindo no município de Madison. A densidade populacional era de 34,57 hab./km². Dos 3.196 habitantes, o município de Madison estava composto pelo 98,69 % brancos, o 0,22 % eram afroamericanos, o 0,13 % eram amerindios, o 0,19 % eram asiáticos e o 0,78 % eram de uma mistura de raças. Do total da população o 0,34 % eram hispanos ou latinos de qualquer raça.